# 代梅里茨湖
52°25′22″N 13°44′2″E / 52.42278°N 13.73389°E

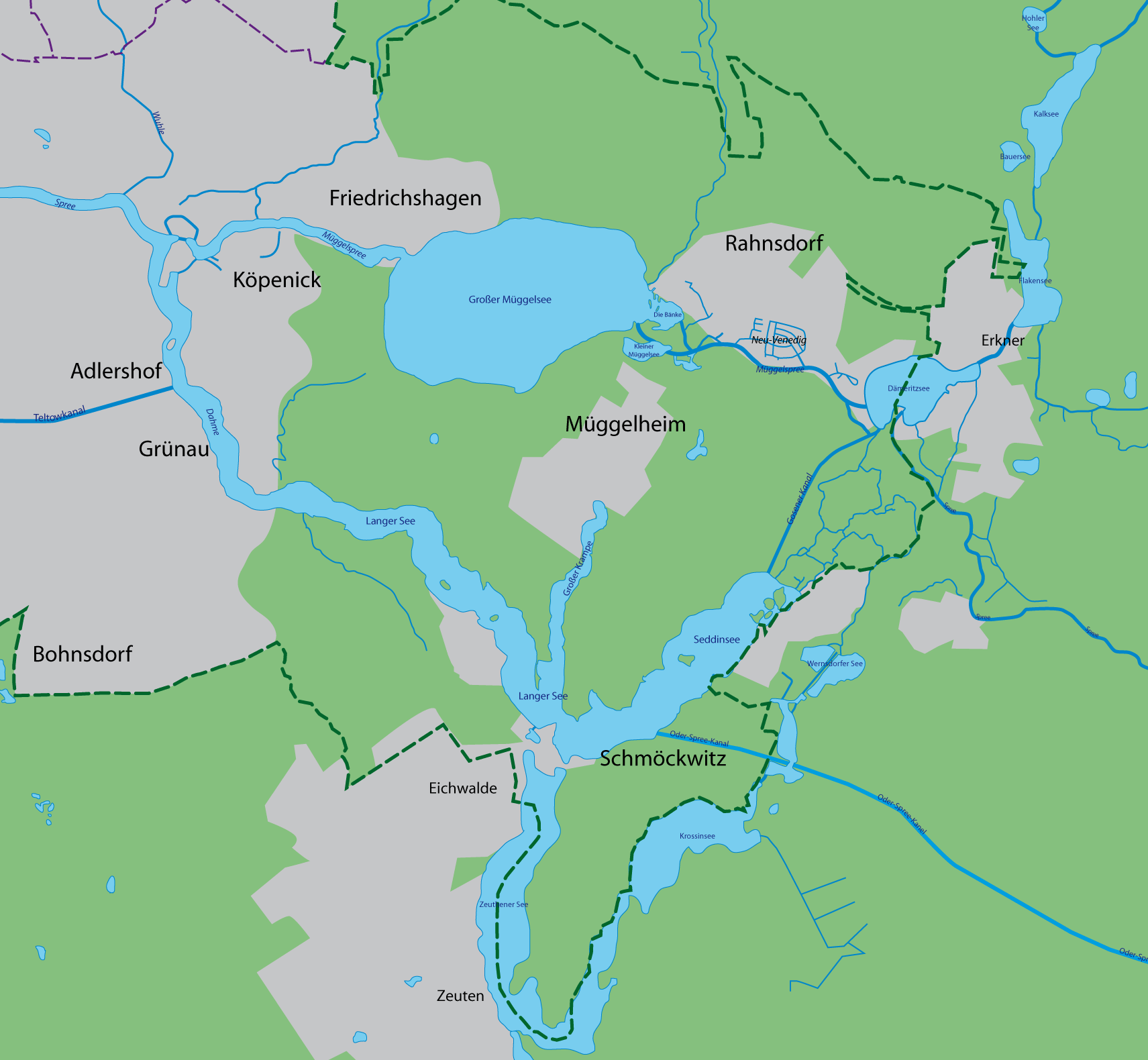

代梅里茨湖（德語：Dämeritzsee），是德國的湖泊，位於該國首都柏林，由勃蘭登堡行政區負責管轄，面積1.03平方公里，海拔高度32米，平均水深2.6米，最大水深4.5米，水體容量274萬立方米，湖岸線長度6.5公里。